# Сотенний устрій
Сотенний устрій — уряд, який у козацько-гетьманській державі й на Слобідській Україні складався з сотника й сотенної старшини, до якої входили городовий (або сотенний) отаман, писар, осавул і хорунжий. Сотник був головою, начальником сотні й виконував на її території подібну військовій сотні, адміністративну й судову владу, як полковник на території полку. Крім суто-військових функцій, сотник був адміністратором сотні, де він відповідав за порядок, і голову сотенного суду, який розглядав цивільні і менш важливі кримінальні справи між козаками, а іноді й іншим населенням сотні (тоді до складу суду входили і представники відповідних верств людности). У важливіших справах сотник підлягав полковникові й полковому урядові, а часом і безпосередньо гетьманові. Спершу сотника обирала козацька сотенна рада й затверджував вищий уряд (полковницький або гетьманський). Але від часів Мазепи його здебільша призначав полковник або й сам гетьман (з 1715 — з 3 кандидатів, рекомендованих сотенною громадою, фактично старшиною), а в часи міжгетьманства — Генеральна Військова Канцелярія. Після Полтавської битви сотників нерідко наставляв царський уряд або вища російська адміністрація на Гетьманщині, при чому іноді з людей, чужих для даної сотні, а навіть зайшлих чужинців (волохів, сербів та ін.). По скасуванні гетьманату у 1764 році, сотників призначала Малоросійська Колегія (фактично її президент — граф П. Рум'янцев).
Сотники урядували десяток років або пожиттєво, їх наступниками здебільшого були їхні сини і дальші нащадки. Це створювало фактично спадковість сотницького уряду і сприяло формуванню свого роду сотницьких «династій» (аналогічно до полковницьких), як, наприклад, Забіли в Борзенській сотні (1654 — 1773), Рубці — у Топальській (1669 — 1782), Мандрики — у Кобижчанській (1672 — 1781), Шрамченки — в Олишівській (1680 — 1773), Стороженки — в Ічнянській (1687 — 1752), Селецькі — у Дівицькій (1694 — 1767), Родзянки — у Хорольській' (1701 — 60) та ін.
Отаман (городовий або сотенний), який був перший після сотника, урядував разом з ним у сотенній канцелярії, доглядав за поліцією, а в походах був його помічником. Сотенний писар провадив канцелярію сотні; сотенні осавул і хорунжий виконували відповідні військово-адміністративні функції. Сотенна старшина призначалася полковою владою.
Сотенний устрій Гетьманщини був ліквідований російським урядом на початку 1780-х pp., а на Слобожанщині у 1765 році.